# قنبر تپه سی
قنبر تپه سی مربوط به هزاره اول قبل از میلاد - دوره اشکانیان و دوره ساسانیان است و در شهرستان میانه، بخش کندوان، دهستان تیرچائی، ۲ کیلومتری شمال روستای اشلیق واقع شده و این اثر در تاریخ ۲۷ آبان ۱۳۸۶ با شمارهٔ ثبت ۲۰۱۷۷ به‌عنوان یکی از آثار ملی ایران به ثبت رسیده است.